# 郑翱
鄭翺，五代十国南汉官员。
鄭翺在南汉高祖时担任都官郎中。大有年间，南唐烈祖接受杨吴禅让，遣使到岭南通好，南汉高祖也派使者，互访不絶。南唐烈祖以自己的誕生日爲仁壽節，南汉高祖派遣郑翺銜命前去南唐致賀。第二年歸国，在其官任上去世。